# Appleby-in-Westmorland
Appleby-in-Westmorland é uma cidade e paróquia civil do distrito de Eden, no Condado de Cúmbria, na Inglaterra. Sua população é de 3.001 habitantes (2015).